# Lectura (tipografía)

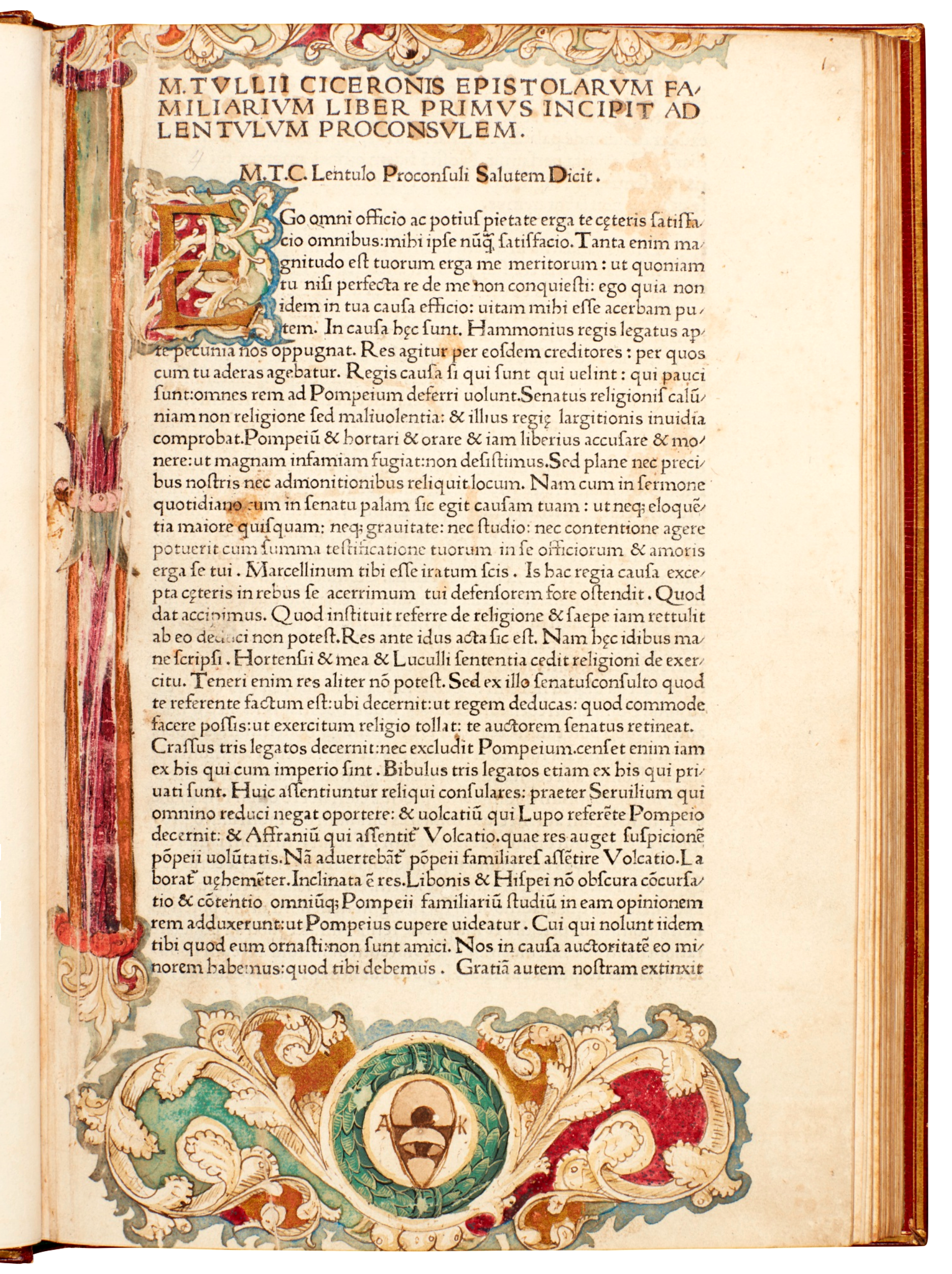
Primera página de la impresión de las Epistolae ad familiares de Cicerón, de Johann y Wendelinus de Spira (Venecia, 1469), a un cuerpo de cerca de 12 puntos.

Lectura, Lectura Gorda o San Agustín, aunque el término más correcto es Cícero, es un Grado tipográfico equivalente a unos 12 puntos tipográficos; está entre los grados de Lectura Chica y Atanasia. A menudo en textos antiguos la palabra aparece como 'Letura', incluso en autores cultos.
El nombre proviene de Cicerón, ya que a ese tamaño se habían impreso sus Epistolae ad familiares por Juan y Vendelino de Espira, en Venecia en 1469, en un bello tipo que estrenaron en esta edición.

## Lectura Chica
Lectura Chica es un grado que comparte nombre con la Lectura o Cícero, pero es algo menor, aproximadamente 11 puntos, y algo mayor que el Entredós.